# أرنولد إوكن
أرنولد إوكن (بالألمانية: Arnold Eucken) (من 3 يوليو 1884 إلى 16 يونيو 1950) هو كيميائي وفيزيائي ألماني. انتحر في سيبروك في 16 يونيو 1950. 